# De Nieuwe Wildernis (film)

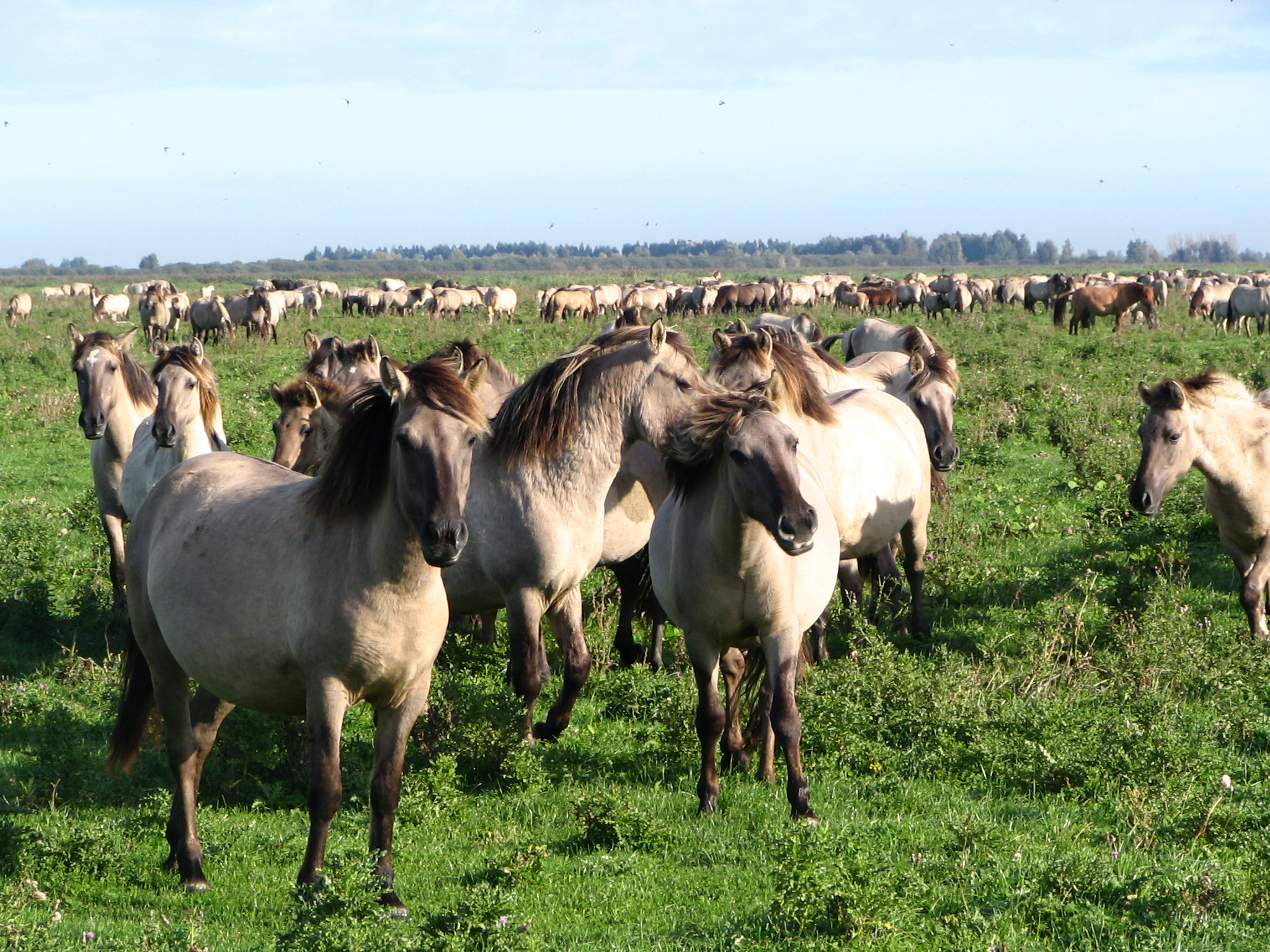
Konikpaarden in de Oostvaardersplassen.

De Nieuwe Wildernis is een Nederlandse natuurfilm voor de bioscoop uit 2013, geregisseerd door Mark Verkerk, geproduceerd door Ton Okkerse en Ignas van Schaick met medewerking van veldregisseur Ruben Smit en cameramensen Michael Sanderson, Paul Klaver, René Heijnen, Dick Harrewijn, Joris van Alphen en Paul Edwards. De film volgt de vier jaargetijden in het jonge natuurgebied de Oostvaardersplassen in Flevoland. De eerste beelden van de film werden geschoten in het najaar van 2011.
De film toont onder meer edelherten, konikpaarden, vossen en ijsvogels. Op een korte uitzondering na toont de film geen mensen. Ook toont de film niets van de spoorlijn Weesp - Lelystad en de langsrijdende treinen. Mark Verkerk heeft in de aanpak van script en montage bewust gekozen voor een klassieke natuurfilm over de levenscyclus in vier seizoenen, zonder menselijke aanwezigheid.
In Nederland verscheen de film met voice-over van Harry Piekema. Johan Heldenbergh leende zijn stem aan de Belgische versie van de film, die daar gelijktijdig in de bioscoop was. In 2015 verscheen de film ook in Duitsland in de bioscoop onder de titel Die Neue Wildnis, en in 2016 in Japan. In tal van landen was hij op televisie te zien. In Nederland heeft de VARA naast de film ook een driedelige televisieserie uitgezonden met aanvullende beelden.

## Achtergrond
EMS Films heeft van Staatsbosbeheer als eerste toestemming gekregen om alle seizoenen in de Oostvaardersplassen te filmen.
De filmmuziek werd gecomponeerd door Bob Zimmerman en uitgevoerd door het Metropole Orkest, onder leiding van dirigent Ernst van Tiel.
De film had zijn wereldpremière in het Concertgebouw te Amsterdam op 23 september 2013 live met het Metropole Orkest en kreeg binnen een week de status Gouden Film, omdat 100.000 bezoekers de film hadden gezien. De filmposter won de Cinema.nl Afficheprijs 2013 voor beste filmposter van het jaar. Op 28 oktober 2013 kreeg De Nieuwe Wildernis officieel de status van Platina Film en eind november 2013 hadden zevenhonderdduizend mensen de film gezien. Op 5 december 2013 verscheen de film op dvd en blu-ray.
De film werd onderscheiden met een Rembrandt Award voor de beste Nederlandse film van 2013 en de Gouden Kalf Publieksprijs voor beste film van 2014. In september 2015 werd het vervolg Holland: Natuur in de Delta uitgebracht. In 2018 het derde deel van de trilogie: De Wilde Stad. De drie films zijn daarmee de succesvolste drie Nederlandse natuurfilms.

## Dieren
43 verschillende diersoorten die in de film te zien zijn worden ook met naam genoemd. Verdeeld per klasse zijn dit de volgende:

### Zoogdieren
konikpaard, vos, bever, bruine rat, edelhert

### Vogels
aalscholver, fuut, grauwe gans, knobbelzwaan, ijsvogel, nachtegaal, rietgors, blauwborst, rietzanger, snor, gele kwikstaart, roerdomp, waterral, lepelaar, distelvink, spreeuw, raaf, grote zilverreiger, brandgans, buizerd, baardman, roodborst, dodaars, zeearend

### Amfibieën
rugstreeppad en bruine kikker

### Vissen
karper

### Insecten
grote zijdebij, aardhommel, strontvlieg, staafwants, aasvlieg, bladluis, mier, lieveheersbeestje, klein geaderd witje, klein koolwitje

### Kreeftachtige
watervlo

## Kritieken
De reacties op de film waren over het algemeen lovend. Vooral de beelden als zodanig werden zeer positief beoordeeld. Er werden echter ook kanttekeningen geplaatst. Die kritiek richtte zich ten dele op de film, die de mens te veel buiten beeld zou houden, maar vooral ook op het veel bediscussieerde beheer van de Oostvaardersplassen, dat ten koste zou gaan van bepaalde vogels en planten en leed met zich mee zou brengen voor de grote grazers. Een deel van dit kritische commentaar werd verwoord in de korte documentaire De Nieuwe Wildernix (The New WilderMess).

## Serie
Onder de titel De Nieuwe Wildernis werd vanaf 11 december 2013 door de VARA op Nederland 1 een televisieserie in drei delen uitgezonden: deel 1 Nieuw leven, deel 2 Op eigen benen en deel 3 Leven en dood. Deze serie putte uit hetzelfde beeldmateriaal als de film. Het VARA-radioprogramma Vroege Vogels besteedde in zes afleveringen aandacht aan De Nieuwe Wildernis. In het Academisch Medisch Centrum Amsterdam werd de film in onderzoeksverband ter ontspanning aangeboden voor mensen die een operatie onder plaatselijke verdoving moesten ondergaan. Vanaf 2018 wordt de film in delen ook vertoond in wachtkamers in ziekenhuizen.